# Памятники истории и культуры местного значения Сарыкольского района
Памятники истории и культуры местного значения Сарыкольского района — отдельные постройки, здания и сооружения, некрополи, произведения монументального искусства, памятники археологии, включенные в Государственный список памятников истории и культуры местного значения Сарыкольского района. Списки памятников истории и культуры местного значения утверждаются исполнительным органом региона по представлению уполномоченного органа по охране и использованию историко-культурного наследия.
В Государственном списке памятников истории и культуры местного значения города в редакции постановления акимата Костанайской области от 31 марта 2020 года числились 3 наименования, из которых 1 — сакральный объект, 2 — сооружение монументального искусства.

## Список памятников
| Номер в списке | Название                                             | Изображение | Годы постройки      | Место нахождения                        | Вид памятника                        |
| -------------- | ---------------------------------------------------- | ----------- | ------------------- | --------------------------------------- | ------------------------------------ |
| 911            | Мавзолей Барака батыра                               |             | 1996 год            | 12 километров к северу от села Крыловка | сакральный объект                    |
| 912            | Памятник Герою Советского Союза Собко Максиму Ильичу |             | 1967 год            | село Златоуст                           | сооружение монументального искусства |
| 913            | Курган Кунтимес                                      |             | ранний железный век | 5 километров к северу от села Златоуст  | археология                           |